# Telebasis incolumis
El caballito del diablo (Telebasis incolumis) es de la familia de los caballitos de alas angostas (Coenagrionidae)1. Es endémica de la Península de Baja California y fue descrita en 1930 por E. B. Y J. H. Williamson2.

## Clasificación
Con 57 especies, Telebasis es el segundo género más numeroso de la familia de alas angostas en el Nuevo Mundo2,4.

## Descripción
- Cabeza: Principalmente roja con áreas claras en el vientre y parte posterior de la cabeza y alrededor de los ocelos, negra en el área entre los ocelos y el borde posterior.
- Protórax: rojizo o marrón amarillento con área negra en el lóbulo frontal.
- Tórax: dorso rojo o amarillo con negro, carina medio dorsal color claro, línea negra en mesepisterno.
- Patas: amarillo claro o amarillo rojizo con espinas y puntas de las garras negras.
- Alas: hialinas2.

## Distribución
Baja California y Baja California Sur3.

## Hábitat
Pozas y manantiales insolados en el desierto2,3.

## Estado de conservación
Dentro de la Lista Roja de la IUCN, T. Incolumis se considera de preocupación menor (LC)5.